# Philipp Gasser
Philipp Gasser (* 28. September 1958 in Chur) ist ein Schweizer Medienkünstler und Illustrator. 

## Leben
Von 1989 bis 1992 studierte Philipp Gasser Audiovisuelle Gestaltung, Schwerpunkt Experimental-Video, an der Schule für Gestaltung Basel. Seit 1995 war er Dozent für digitale Medien am Institut Kunst, Basel (HGK FHNW). Er arbeitet im Bereich Video, inklusive Virtual-Reality- und Augmented-Reality-Techniken. Neben seiner eigenen künstlerischen Praxis realisiert er auch Auftragsarbeiten für verschiedene Künstler und Auftraggeber, unter anderen für Visa Vista, Point de vue, Christoph Merian Stiftung, Sonja Feldmeier und René Pulfer.
Gassers Werke sind in verschiedenen öffentlichen und privaten Sammlungen. Das HEK (Haus der Elektronischen Künste) hat unter anderem Gassers Arbeiten Der, der kommt, ist nicht der, den du erwartet hast (1999), Der moderne Mensch (2000) und Clouds of the Second Kind (2016).
2016 erschien seine Künstlermonografie Wie grüss’ ich einen Alien im Verlag für moderne Kunst und herausgegeben von Markus Stegmann.

## Werke
Philipp Gassers künstlerische Praxis zeichnet sich dadurch aus, dass die Werke fast immer ohne Kamera-Linse entstehen, aber eine fotografisch-realistische Anmutung haben. Der Künstler bedient sich dabei diverser digitaler Werkzeuge, welche Szenerien (Landschaften, Innenhöfe etc.)  , Naturphänomene (Wolken) oder Menschen in ihrer Umgebung in Bild oder Video nachschöpfen . Die Intention seiner künstlerischen Arbeit besteht in der Erforschung und Verunklärung der Grenzen zwischen Realität und Fiktion. Es ist somit nicht sein Ziel, eine objektive Realitäten abzubilden, sondern vielmehr, auf die Wahrnehmung der Betrachterinnen und Betrachter einzuwirken. Er strebt eine Erkenntnis darüber an, wie seine bewegten Bilder auf sie wirken, welche Erinnerungen sie wecken und welche Emotionen sie auszulösen vermögen. .
„Als einer der ersten Schweizer Künstler hat er es verstanden, die medienhistorischen Übergänge zwischen der Bildproduktion in Druck, Fotografie/Film, Fernsehen, Video, computer- und netzbasierten Techniken gestalterisch zu nutzen, zu thematisieren und auch in die Vorgängermedien wie Zeichnung oder Print zurückzuübersetzen. Diese Fähigkeit zur Verbindung von avancierter Medienpraxis mit nicht selten ironischer Kunstreflexion erwarb er sich als Zeitungsillustrator, dann als Videografiker in der Grossindustrie und in der audiovisuellen Fachklasse an der Schule für Gestaltung Basel. In gleicher Weise verbindet seine Arbeit kunstgeschichtliches Zitat mit Populärwissenschaft und Entertainment, aber auch sorgfältiges IT-Programmieren mit Medien-Bricolage und Expanded Cinema.“ 

## Kunst und Bau
- 2017: Die Zwei. Video-Installation mit 3D Print, Marmorbüste und Videotapete
- 2014: Auf Augenhöhe. Hauptgebäude Christoph Merian Stiftung, Basel
- 2009: Aus dem Schatten treten. Hauptgebäude Sanitas, Zürich
- 2006: La source capricieuse. Basellandschaftliche Kantonalbank, Binningen

## Auszeichnungen
- 2005 Förderpreis Sitemapping, Mediaprojects 2005, Bundesamt für Kultur, Bern